# 三乙烯基环三硼氧烷
三乙烯基环三硼氧烷是一种有机硼化合物，是环三硼氧烷的一种。
它可由硼酸三甲酯和乙烯基溴化镁反应制得。

## 应用
三乙烯基环三硼氧烷可用于制备苯乙烯衍生物及乙烯酯。